# 14 septembrie
ianuarie • februarie • martie  • aprilie  • mai  • iunie  • iulie  • august  • septembrie  • octombrie  • noiembrie  • decembrie
14 septembrie este a 257-a zi a calendarului gregorian și a 258-a zi în anii bisecți. Mai sunt 108 zile până la sfârșitul anului.

## Evenimente

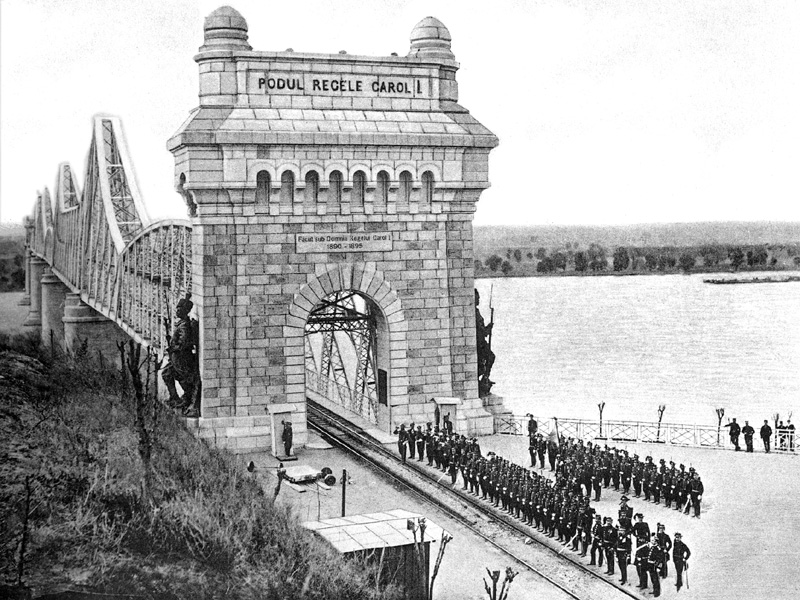
1895: Inaugurarea podului peste Dunăre între Fetești și Cernavodă (proiectat și construit de inginerul Anghel Saligny), care era la acea vreme cel mai lung pod (4.088 m) din Europa Continentală și al treilea pod din lume.

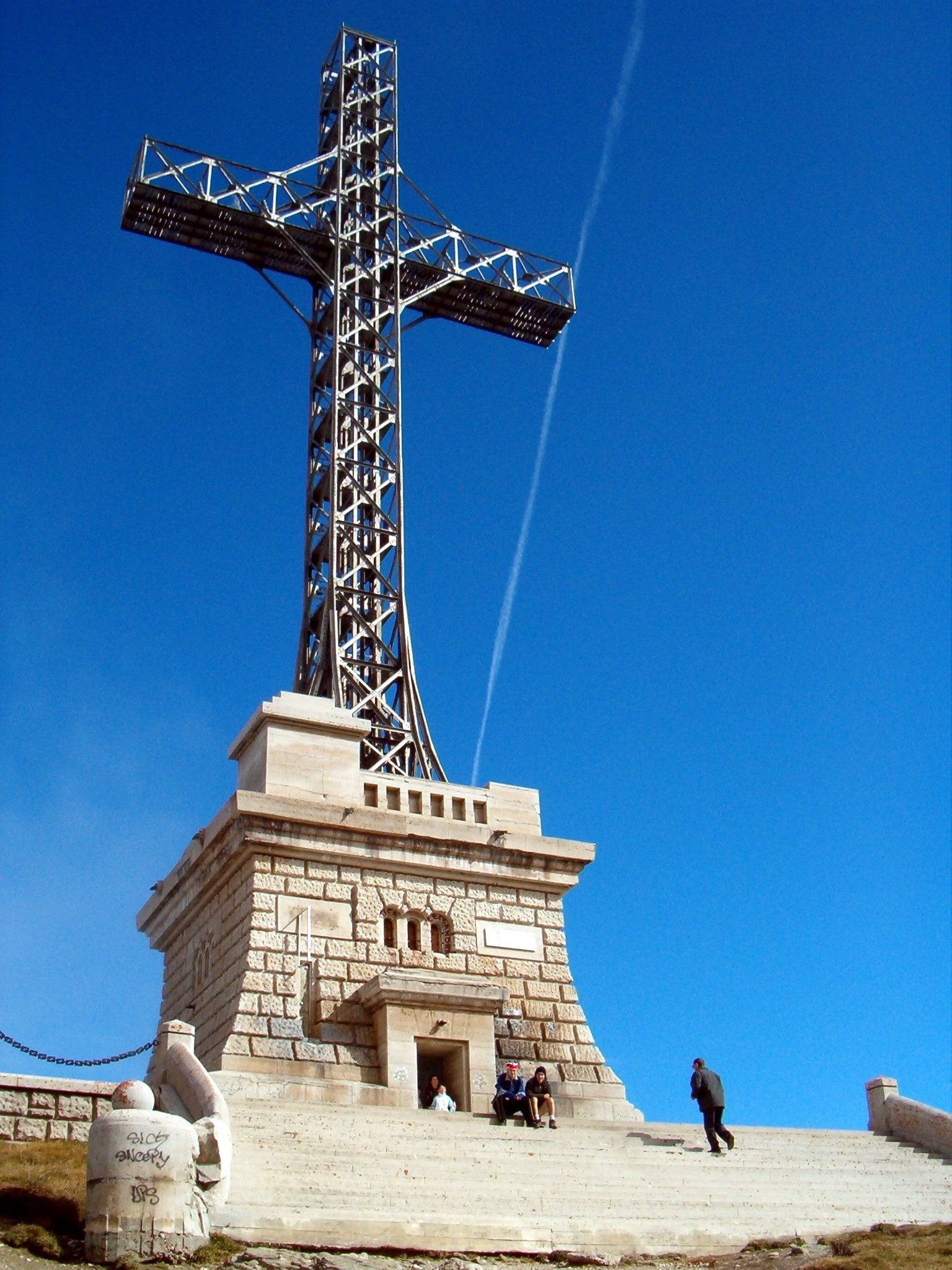
1928: Inaugurare Crucea Eroilor Neamului, de pe Vârful Caraiman.

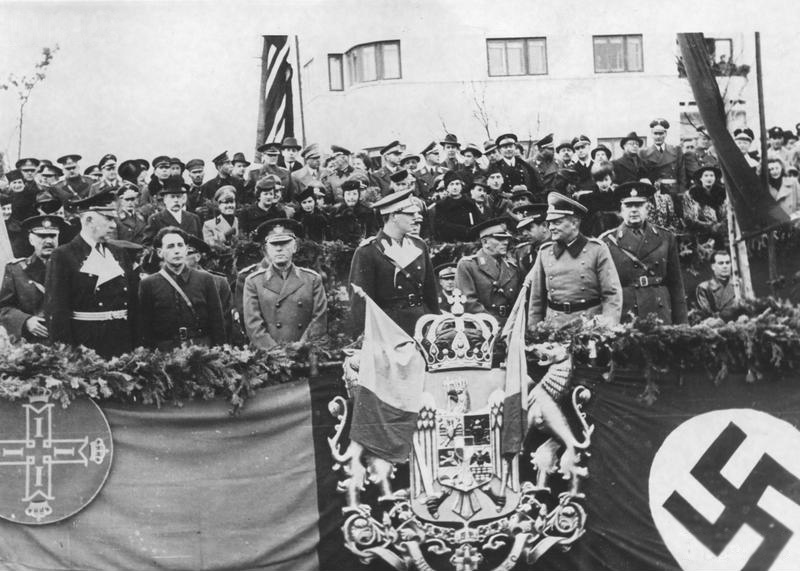
1940: Regele Mihai I semnează Decretul regal, prin care statul român este proclamat "Stat Național-Legionar". Ion Antonescu este "Conducătorul" statului legionar și șeful regimului legionar, iar conducătorul Mișcării Legionare, Horia Sima, este numit vicepreședinte al Consiliului de Miniștri și ministru secretar de Stat.

- 0081: Domițian devine împărat al Imperiului Roman după decesul fratelui său, Titus.
- 0786: „Noaptea celor trei califi”: Harun al-Rashid și-a început domnia de calif abbasid după decesul fratelui său, al-Hadi. Are loc nașterea fiului lui Harun, al-Ma'mun.
- 1472: Domnul Moldovei, Ștefan cel Mare (1457-1504), s-a căsătorit cu Maria de Mangop, a doua soție a domnitorului.
- 1515: Confederația Helvetică adoptă statutul de „neutralitate pentru totdeauna”.
- 1658: Sfârșitul domniei lui Gheorghe Rakoczi al II-lea, principele Transilvaniei.
- 1752: Imperiul britanic adoptă calendarul gregorian, sărind 11 zile (ziua anterioară fusese 2 septembrie).
- 1822: Jean-Francois Champollion, orientalist, a descifrat o inscripție egipteană din epoca lui Ramses al II-lea, rămânând în istorie ca cel care a reușit să descifreze scrierea hieroglifică.
- 1829: Imperiul Otoman semnează Tratatul de la Adrianopol cu Rusia, tratat care încheie Războiul Ruso-Turc (1828–1829).
- 1847: Războiul mexicano-american: Statele Unite ocupă sub comanda lui Winfield Scott, capitala Mexicului, Ciudad de Mexico.
- 1861: La Buda se deschide teatrul Népszinház (Teatrul Popular).
- 1895: Inaugurarea podului peste Dunăre între Fetești și Cernavodă (proiectat și construit de inginerul Anghel Saligny), care era la acea vreme cel mai lung pod (4.088 m) din Europa Continentală și al treilea pod din lume.
- 1901: După moartea lui William McKinley, Theodore Roosevelt a devenit, la 42 de ani, cel mai tânăr președinte al Statelor Unite.
- 1908: A fost înființată compania "General Motors", în Detroit, Michigan.
- 1911: Prim-ministrul rus Piotr Stolîpin este rănit grav într-o tentativă de asasinat și moare patru zile mai târziu.
- 1917: Rusia este proclamată oficial republică.
- 1926: Terminarea primei locomotive cu aburi, construită la Reșița.
- 1928: A fost inaugurată „Crucea Eroilor" de pe Vârful Caraiman (Munții Bucegi), monument închinat eroilor ceferiști căzuți în timpul Primului Război Mondial, construit între anii 1926-1928, din inițiativa Reginei Maria și a Regelui Ferdinand I.
- 1940: Regele Mihai I semnează Decretul regal, prin care statul român este proclamat "Stat Național-Legionar". Ion Antonescu este "Conducătorul" statului legionar și șeful regimului legionar, iar conducătorul Mișcării Legionare, Horia Sima, este numit vicepreședinte al Consiliului de Miniștri și ministru secretar de Stat.
- 1955: Konrad Adenauer, cancelarul Republicii Federale Germania, încheie un acord cu Uniunea Sovietică , prin care se reiau legăturile diplomatice între cele două state.
- 1958: Președintele Charles de Gaulle și cancelarul federal Konrad Adenauer hotărăsc, la sfârșitul primei lor întrevederi, să pună capăt dușmăniei istorice între Franța și Germania.
- 1959: Sonda sovietică Luna 2 ajunge pe Lună, devenind primul obiect făcut de om care a atins suprafața lunară.
- 1960: S-a constituit "Organizația Statelor Exportatoare de Petrol" (OPEC); organizația are, în prezent, 13 state membre (sediul, din 1965, la Viena).
- 1975: Pictura lui Rembrandt van Rijn Rondul de noapte, este atacată cu un cuțit de pâine de către un profesor șomer, Wilhelmus de Rijk, rezultând mai multe tăieturi mari în zigzag, de până la 30 cm lungime. Pictura a fost restaurată cu succes după patru ani, dar unele dovezi ale daunelor sunt încă vizibile de aproape. De Rijk s-a sinucis în aprilie 1976, înainte să fi putut fi acuzat.
- 1979: Președintele afgan Nur Muhammad Taraki este asasinat în urma ordinului lui Hafizullah Amin, care devine noul președinte.
- 1992: Curtea Constituțională din Bosnia și Herțegovina declară ilegală Republica Croată Herțeg-Bosnia.
- 1994: La Oslo a fost semnat documentul „Declarația de la Oslo" de către ministrul israelian de Externe, Șimon Peres, și liderul OEP, Yasser Arafat. Declarația prevedea ca „problemele politice" să fie discutate între cele două părți în cadrul Acordului de la Cairo, încheiat la 4 mai 1994, care prevedea instituirea autonomiei palestiniene în cea mai mare parte a Fâșiei Gaza și orașul Ierihon din Cisiordania.
- 1996: La Târgu Jiu a avut loc, sub auspiciile „Fundațiilor Internaționale Constantin Brâncuși", solemnitatea deschiderii șantierului de dezasamblare a „Coloanei fără sfârșit", prin demontarea primelor două module.
- 1998: Începutul de an școlar în România vine cu anumite schimbări ale ministrului Andrei Marga: programe școlare noi, introducerea calificativelor în locul notelor la clasele I-IV, introducerea examenului de capacitate pentru absolvenții clasei a VIII-a, manuale noi, alternative, pentru clasele I-IV, studiul obligatoriu al religiei.[1]
- 2000: Microsoft lansează Windows Me.
- 2003: La referendumul din Estonia, o majoritate de 66,9% este în favoarea aderării la UE.
- 2015: Se realizează prima observare a undelor gravitaționale, anunțată de colaborările LIGO și Virgo la 11 februarie 2016.

## Nașteri
- 1486: Heinrich Cornelius Agrippa, naturalist, astrolog, alchimist, filozof și autor german (d. 1535)
- 1494: Georgius Agricola, om de știință considerat părintele mineralogiei (d. 1555)
- 1531: Philipp Apian, matematician, medic și cartograf german (d. 1589)
- 1737: Michael Haydn, compozitor austriac, capelmaistru la Oradea și Salzburg (d. 1806)
- 1760: Luigi Cherubini, compozitor italian (d. 1842)
- 1769: Alexander von Humboldt, naturalist, arheolog, explorator și geograf german (d. 1859)
- 1813: Giulio Carmignani, pictor italian (d. 1890)
- 1817: Arhiducele Stephen, Palatin al Ungariei (d. 1867)
- 1837: Prințesa Maria Anna de Anhalt-Dessau, prințesă a Prusiei (d. 1906)
- 1848: Adolf Albin, șahist și teoretician român (d. 1920)

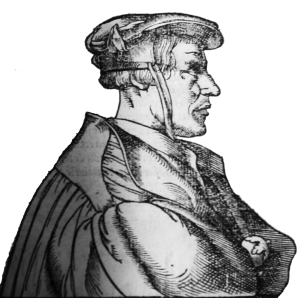
Heinrich Cornelius Agrippa, astrolog, alchimist, filozof german
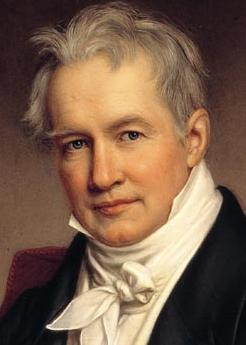
Alexander von Humboldt, naturalist, arheolog, explorator german
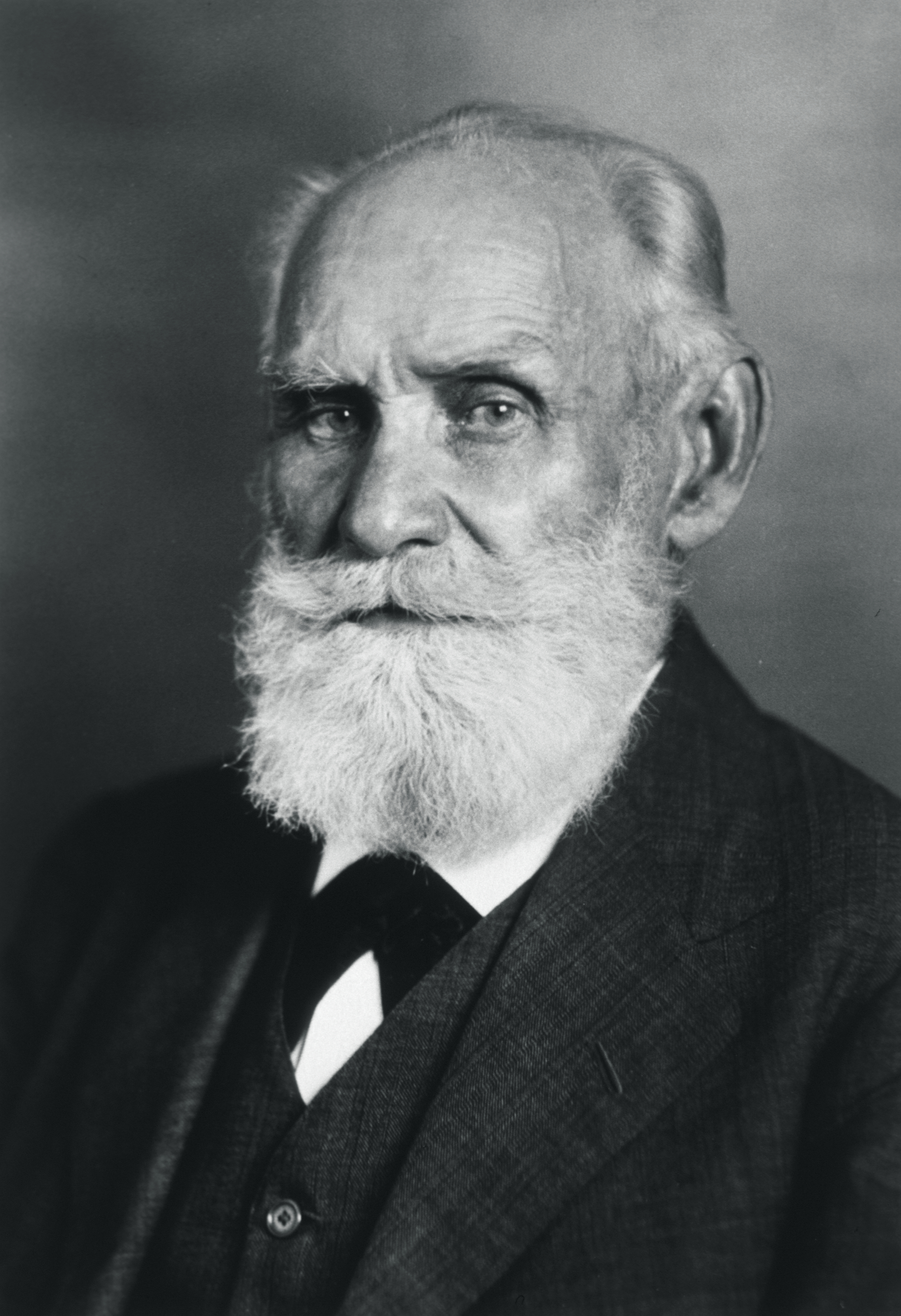
Ivan Pavlov, fiziolog, medic rus, laureat Nobel

- 1849: Ivan Pavlov, fiziolog, psiholog și medic rus, laureat al Premiului Nobel pentru Medicină pe 1904 (d. 1936)
- 1864: Robert Cecil, politician și diplomat britanic, laureat al Premiului Nobel (d. 1958)
- 1879: Margaret Sanger, asistentă medicală, scriitoare și activistă americană (d. 1966)
- 1887: George Breazul, muzicolog, profesor și folclorist român (d. 1961)
- 1887: Simion Stoilov, matematician român, membru al Academiei Române (d. 1961)
- 1893: Walter Baade, astronom german (d. 1960)
- 1899: Hal B. Wallis, producător american de filme (d. 1986)
- 1908: Elie Dulcu, traducător și scriitor român (d. 1994)
- 1908: Nobuo Nakamura, actor japonez (d. 1991)
- 1910: Rolf Liebermann, compozitor elvețian, director al Operei din Hamburg (d. 1999)
- 1920: Mario Benedetti, scriitor uruguayan (d. 2009)
- 1924: Iosif Conta, dirijor și profesor român (d. 2006)
- 1926: Michel Butor, poet, romancier și eseist francez (d. 2016)
- 1929: Hans Clarin, actor german (d. 2005)
- 1930: Mișu Fotino, actor român (d. 2014)
- 1931: Tudor Caranfil, critic de film, realizator de emisiuni TV cu subiecte cinefile și istoric de film român (d. 2019)
- 1934: Lascăr Pană, antrenor român de handbal (d. 2017)
- 1936: Ileana Stana-Ionescu, actriță română (d. 2024)
- 1938: Horia Bernea, pictor român (d. 2000)
- 1947: Dida Drăgan, interpretă română de muzică ușoară
- 1947: Sam Neill, actor neozeelandez

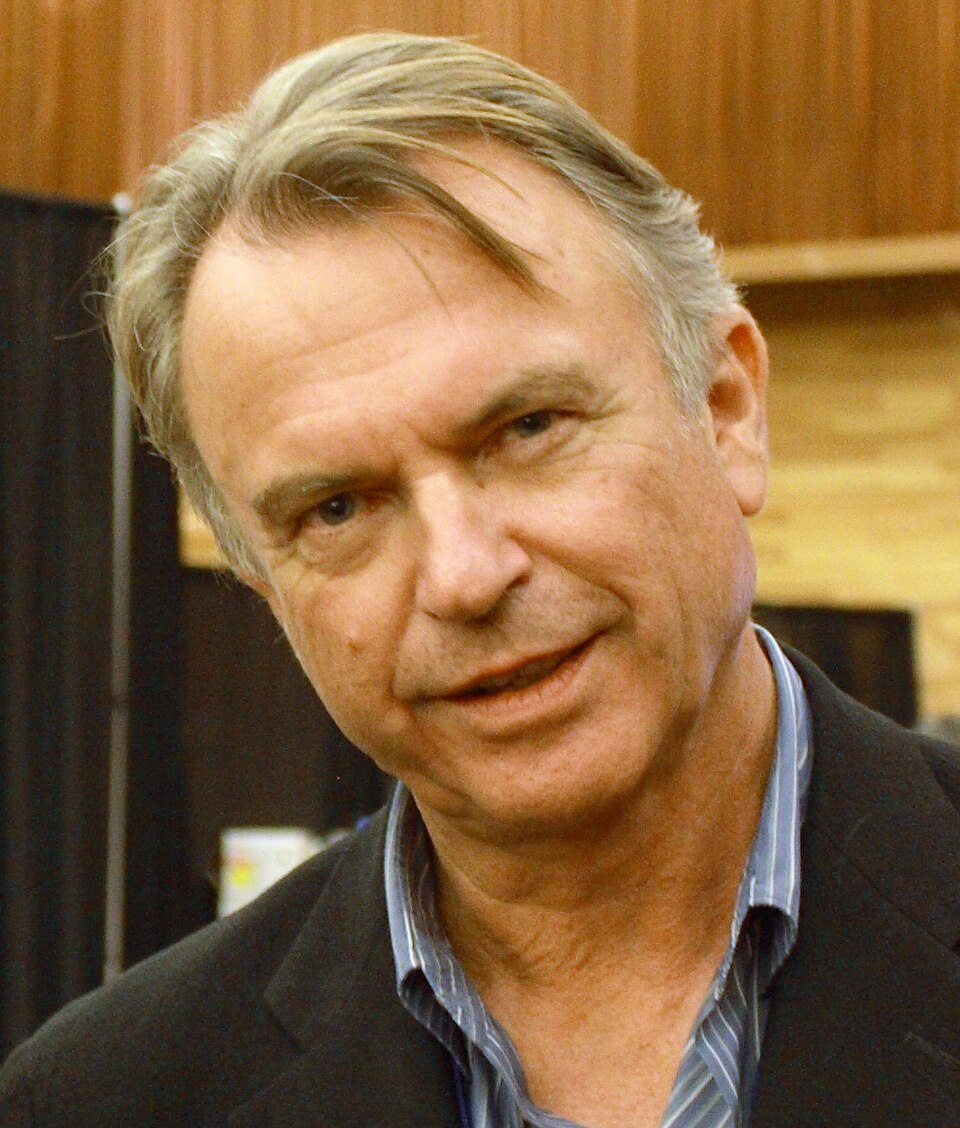
Sam Neill, actor neozeelandez
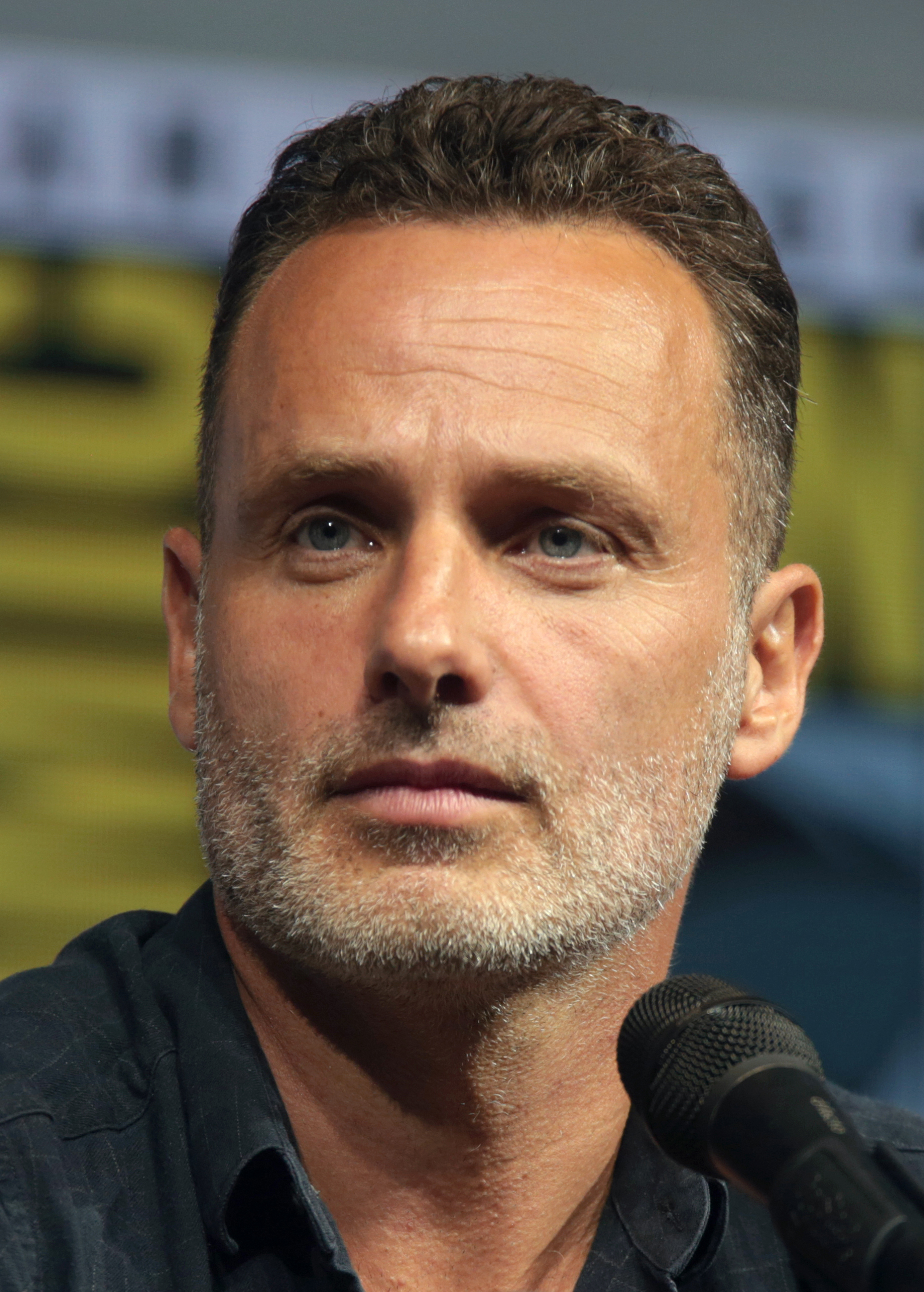
Andrew Lincoln, actor englez
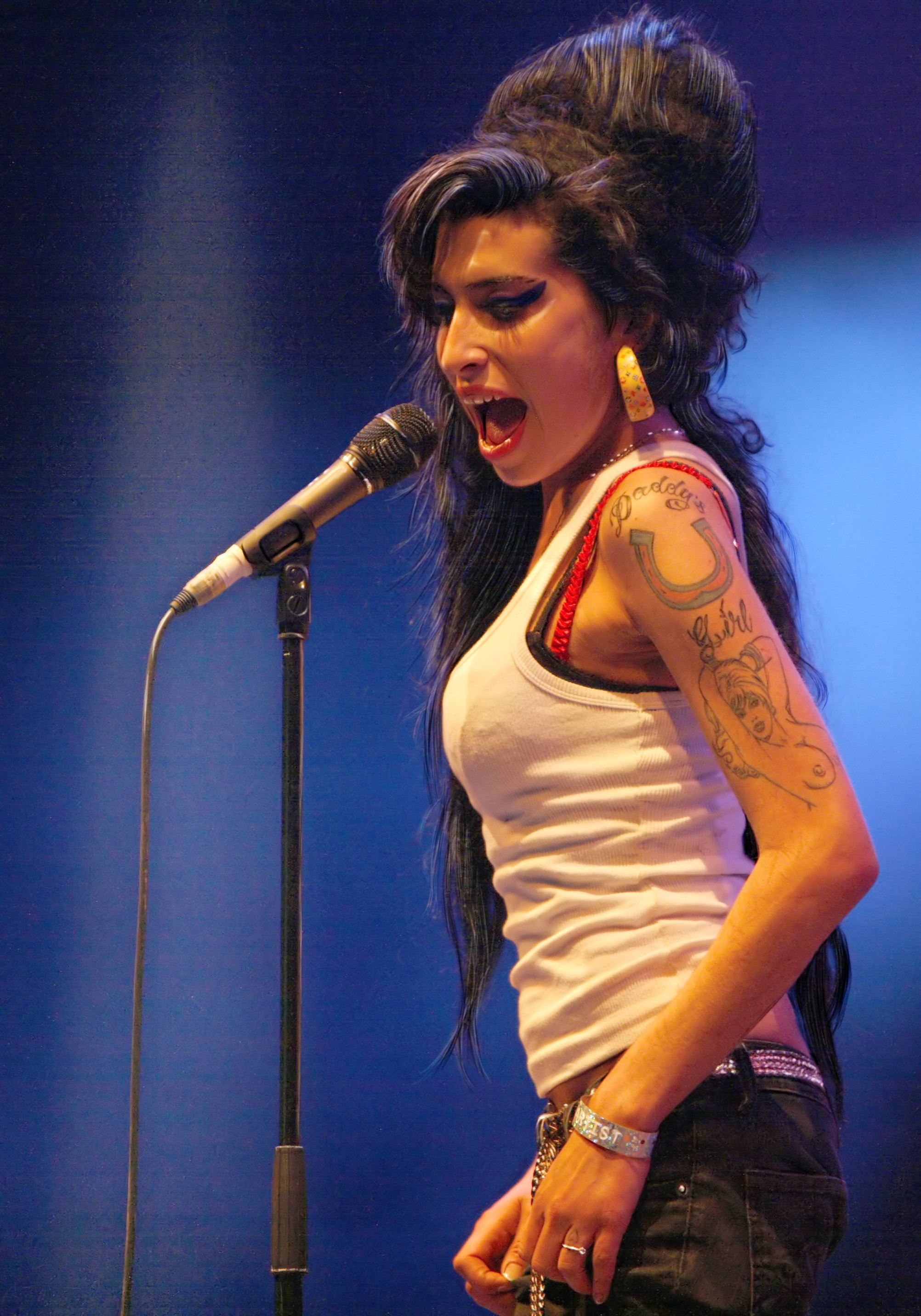
Amy Winehouse, cântăreață soul britanică

- 1955: Papa Leon al XIV-lea (n. Robert Francis Prevost), papă al Bisericii Catolice
- 1955: Pak Thae-song, politician nord-coreean, vicepreședinte al Partidului Muncitorilor din Coreea, președintele Adunării Supreme a Poporului (2019 - 2023), prim-ministru
- 1959: Morten Harket, cântăreț norvegian
- 1960: Melissa Leo, actriță americană
- 1964: Adîlbek Japarov, politician kîrgîz, președinte al Cabinetului de Miniștri al Kîrgîzstanului între (2021 - 2024)
- 1965: Dmitri Medvedev, politician rus, președinte al Rusiei între 2008-2012, prim-ministru între 2012-2020
- 1965: Nawaf Salameh, om de afaceri român de origine siriană, fondatorul Alexandrion Group (d. 2025)
- 1970: Zoltan Teszari, om de afaceri român, fondatorul companiei RCS&RDS
- 1973: Andrew Lincoln, actor englez
- 1974: Argélico Fucks, jucător și antrenor brazilian de fotbal
- 1974: Narcisa Lecușanu, handbalistă română
- 1975: Corneliu Porumboiu este un regizor, scenarist și producător român de film
- 1981: Tanja Bakić, poetă muntenegreană
- 1983: Amy Winehouse, cântăreață soul britanică (d. 2011)
- 1984: Benoît Assou-Ekotto, fotbalist francez
- 1988: Martin Fourcade, biatlonist francez
- 1989: Logan Henderson, actor și cântăreț american
- 1989: Oier Olazábal, fotbalist spaniol
- 1999: Laura Jurca, gimnastă română
- 2001: Elena Mihailicenko, handbalistă rusă

## Decese
- 0407: Ioan Gură de Aur, scriitor creștin și patriarh de Constantinopol
- 0775: Constantin V, împărat bizantin (n. 718)
- 0891: Papa Ștefan al V-lea

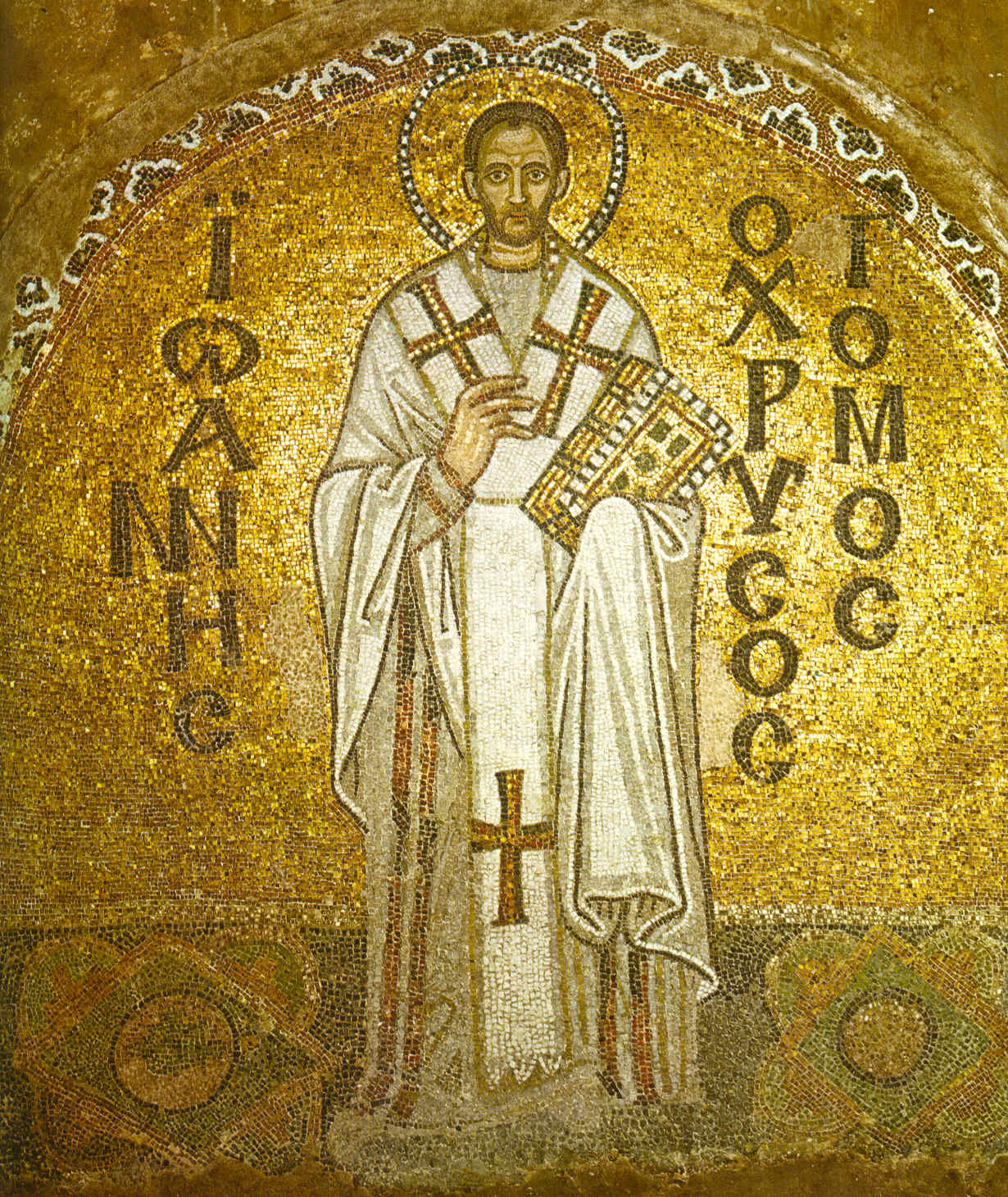
Ioan Gură de Aur, scriitor creștin și patriarh de Constantinopol
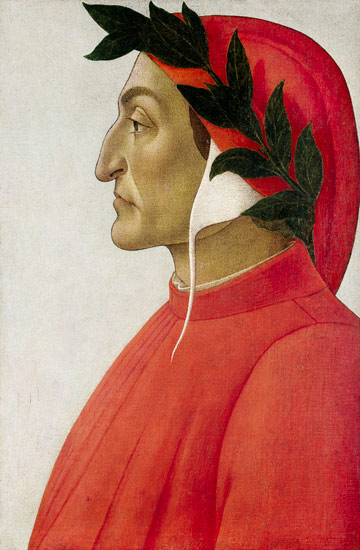
Dante Alighieri, dramaturg italian
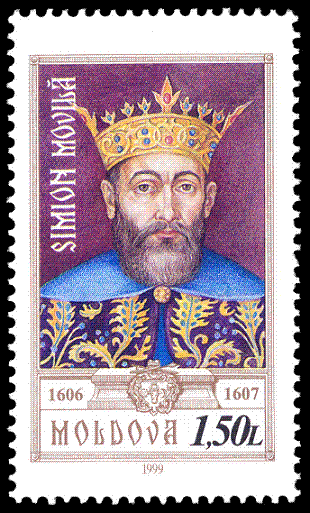
Simion Movilă, domnitor al Moldovei

- 1321: Dante Alighieri, dramaturg italian (n. 1265)
- 1523: Papa Adrian al VI-lea, ultimul papă neitalian înainte de Ioan Paul al II-lea
- 1607: Simion Movilă, domnitor al Moldovei
- 1712: Giovanni Domenico Cassini, astronom și matematician italiano-francez (n. 1625)
- 1743: Nicolas Lancret, pictor francez (n. 1690)
- 1851: James Fenimore Cooper, scriitor american (n. 1789)
- 1852: Arthur Wellesley, Duce de Wellington, general irlandezo-englez, prim-ministru al Regatului Unit (n. 1769)
- 1901: William McKinley, al 5-lea președinte al Statelor Unite (n. 1843)
- 1905: Odoardo Borrani, pictor italian (n. 1833)
- 1916: Pierre Duhem, fizician francez (n. 1861)
- 1916: José Echegaray, scriitor și inginer spaniol, laureat al Premiului Nobel  (n. 1832)
- 1926: John Dreyer, astronom irlandezo-danez (n. 1852)
- 1927: Isadora Duncan, dansatoare americană (n. 1877)
- 1936: Irving Thalberg, producător american de film (n. 1899)
- 1937: Tomáš Garrigue Masaryk, om politic și filosof, primul președinte al Republicii Cehoslovace (n. 1850)

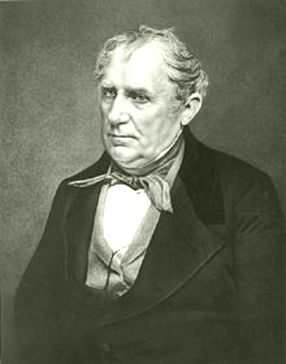
James Fenimore Cooper, scriitor american
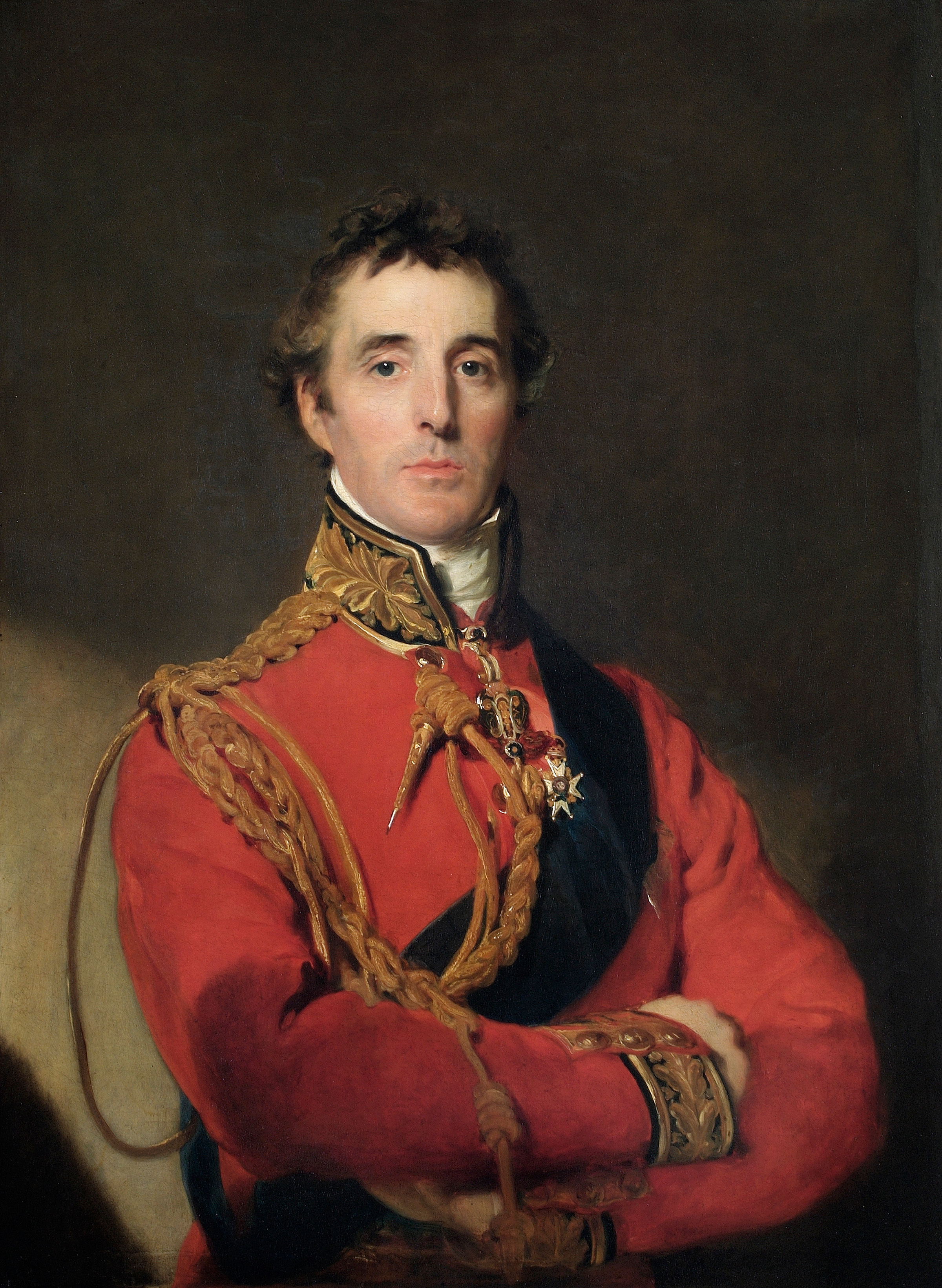
Arthur Wellesley, Duce de Wellington, general irlandezo-englez, prim-ministru al Regatului Unit
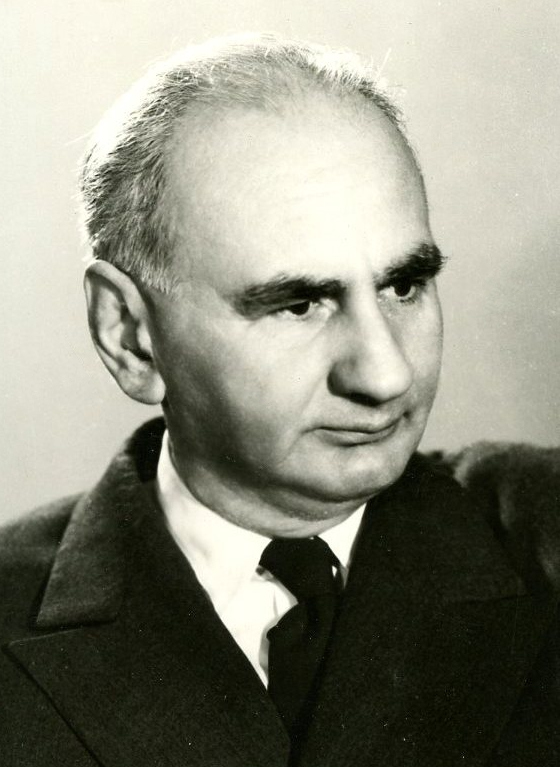
Geo Bogza, prozator și ziarist român

- 1966: Nikolai Cerkasov, actor rus de teatru și film (n. 1903)
- 1982: Grace Kelly, actriță americană, prințesă de Monaco (d. 1929)
- 1984: Paul Sterian, poet român (n. 1904)
- 1993: Geo Bogza, poet, prozator și ziarist român (n. 1908)
- 2002: Eugen Coșeriu, filolog român (n. 1921)
- 2006: Silviu Brucan, politician român (n. 1916)
- 2008: Ștefan Iordache, actor român de teatru și film (n. 1941)
- 2009: Patrick Swayze, actor american, dansator și compozitor (n. 1952)
- 2011: Teodor Moraru, pictor român (n. 1938)
- 2015: Corneliu Vadim Tudor, om politic, scriitor și jurnalist român (n. 1949)
- 2021: Norm Macdonald, comediant, scriitor și actor canadian cunoscut pentru stilul său de umor sec (n. 1959)
- 2022: Irene Papas, actriță greacă (n. 1926)

## Sărbători
- Înălțarea Sfintei Cruci (calendar ortodox, calendar romano-catolic, calendar greco-catolic)
- România:
  - Ziua Inginerului – instituită în anul 2000 printr-o Hotărâre de Guvern
  - Ziua Muntelui – marchează data tradițională a încheierii pășunatului anual în Carpații României